# Montalto delle Marche
Montalto delle Marche (Mundatë en el dialecte dels abruzzesi settentrionali és un comune italià amb 44.032 habitants. Es troba a la Província d'Ascoli Piceno a la Marche.

## Història
Aquesta localitat estava habitada des del Neolític. Actualment hi ha un museu arqueològic.
A Montalto des del segle xvi el papa Sixt V hi va instituir una Seca per a encunyar monedes.
A la ciutat hi va néixer l'arquitecte Giuseppe Sacconi i també l'historiador Antonio Bonfini.

## Monuments i llocs d'interès
- Concatedral de Santa Maria Assunta
- Església de Sant Agustí
- Palazzo Sacconi
- Palazzo Paradisi i Chiesa San Pietro
- Palazzo Pasqualini
- Palazzo del Governatore dello Stato di Montalto
- Chiesa di Santa Maria in Viminatu (loc. Patrignone)
- Chiesa di Santa Lucia (loc. Porchia)
- Oratorio della Madonna di Reggio (Beata Vergine della Ghiara)
- Chiesa della Madonna Tonna
- Chiesa dell'Annunziata